# Nezara latitesta
Espèce
Nezara latitesta est une espèce fossile d'insectes du sous-ordre des hétéroptères (punaises) et de la famille des Pentatomidae, dans le genre Nezara.

## Classification
L'espèce Nezara latitesta est décrite en 1937 par le paléontologue français Nicolas Théobald (1903-1981) dans sa thèse,. 

### Fossiles
L'holotype, référencé C44, de l'ère Cénozoïque et de l'époque Éocène (38 à 33,9 Ma), fait partie des collections du Musée de Marseille et vient de la formation de Célas dans le département du Gard.

### Étymologie
L'épithète spécifique latitesta signifie en latin « le plus large ».

## Description

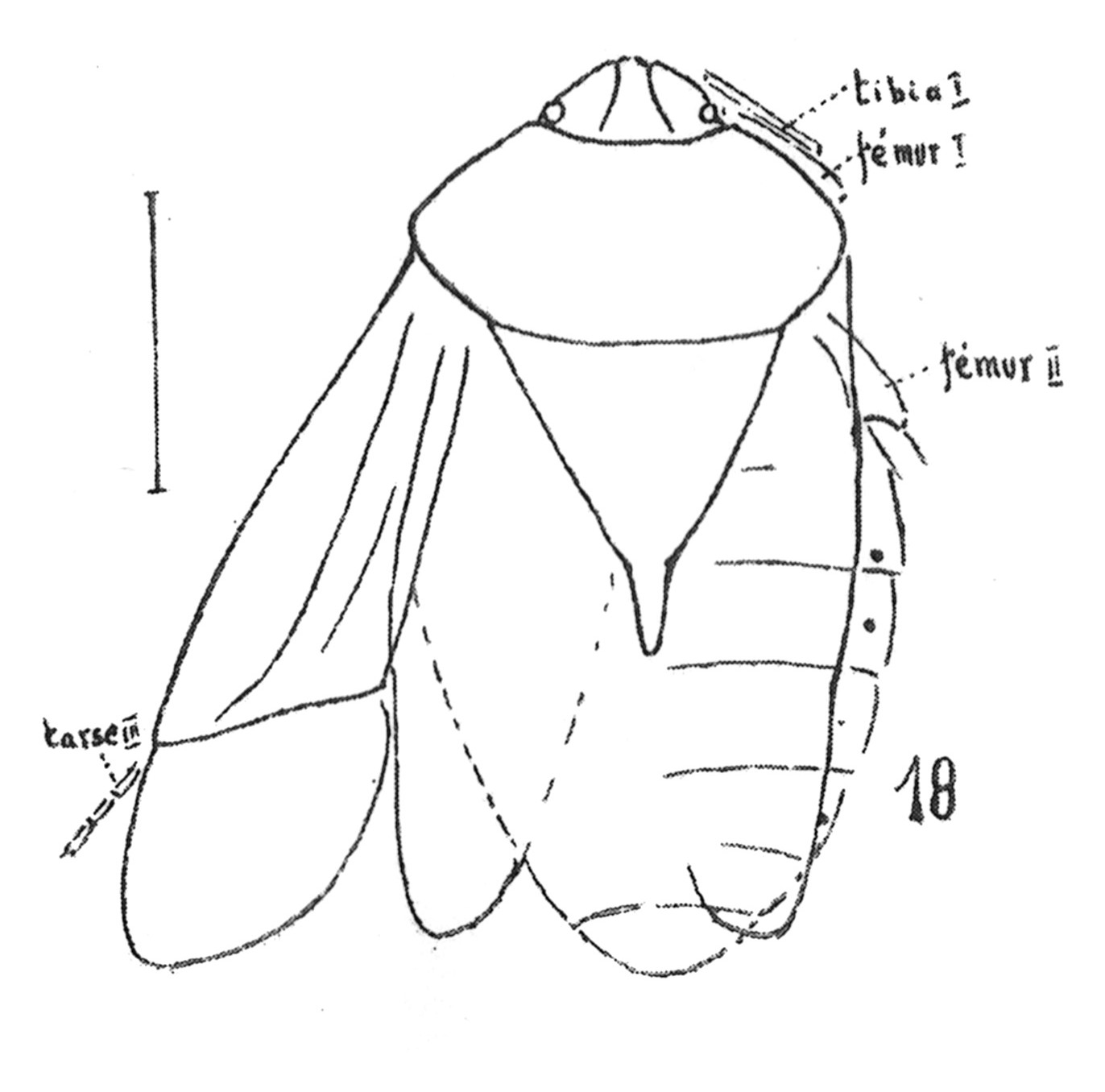
Nezara latitesta N. Théobald 1937 Holotype éch C44 x3 p. 148 pl. X Insectes du Sannoisien de Célas (Gard).

### Caractères
La diagnose de Nicolas Théobald en 1937, : 

« On voit l'empreinte de la face dorsale. Le corps est de forme générale ovale, un peu étiré vers l'arrière.
Tête mal visible, forme ovale, lobe médian noirâtre, accompagné de deux lobes latéraux plus clairs ; ces derniers portent les yeux, petits, arrondis, placés dans les angles postérieurs de la tête ; les trois lobes sont de même longueur et séparés par des sillons légèrement sinueux ; les antennes manquent. Pronotum large, angles externes arrondis; bord antérieur concave pour recevoir la tête ; bord postérieur à peine convexe ; à l'arrière, le pronotum est de couleur brun-noir, à l'avant de couleur brun-jaune ; scutellum noir, légèrement prolongé en arrière par une pointe mousse ayant la longueur d'un segment abdominal dont l'extrémité atteint le milieu de l'abdomen. Abdomen de forme ovoïde, six segments visibles, dont les bords latéraux dépassent légèrement l'aile gauche ; stigmates petits et circulaires. Les ailes droites sont en partie étendues ; hémélytres dépassant à peine l'extrémité de l'abdomen ; corie brun-jaune, membrane brun-noir ; ailes membraneuses brunâtres, les nervures sont effacées. ».

### Dimensions
La longueur totale du corps est de 16,5 mm et celle des élytres de 11 mm.

### Affinités
« La tête semble un peu plus courte que dans le g. Nezara. Cet aspect n'est peut-être qu'apparent et dû aux conditions de fossilisation. Le g. Nezara (Cimex) a été cité d'Aix et de l'ambre de la Baltique mais sans être figuré. ».

## Biologie
« Le g. Nezara est actuellement universellement répandu. Nezara vididula L. dont notre forme est très voisine, est largement distribué dans les régions paléarctique, néarctique, éthiopienne et orientale. ».

### Publication originale
- [1937] Nicolas Théobald, « Les insectes fossiles des terrains oligocènes de France 473 p., 17 fig., 7 cartes,13 tables, 29 planches hors texte », Bulletin Mensuel de la Société des Sciences de Nancy et Mémoires de la Société des sciences de Nancy, Imprimerie G. Thomas,‎ 1937, p. 1-473 (ISSN 1155-1119 et 2263-6439, OCLC 786027547). .